# 雷纳塔·史科朵

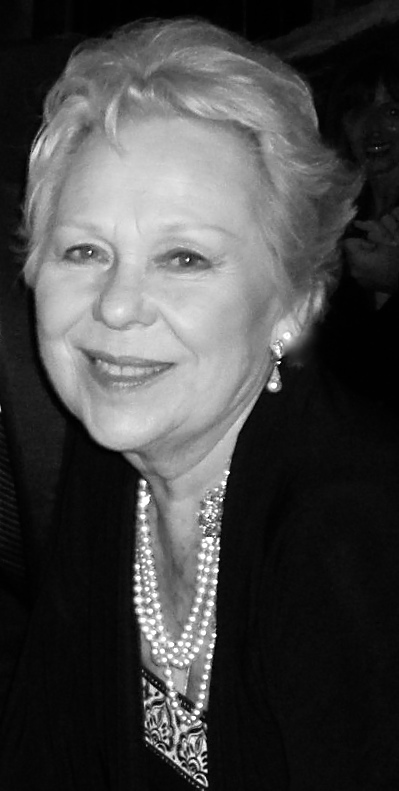
雷纳塔·史科朵

雷纳塔·史科朵 (Renata Scotto，1934年2月24日—2023年8月16日），意大利女高音歌唱家，以其戲劇表演及音樂天賦而聞名於世。自2002年退休而來，史科朵開始從事導演歌劇的工作，並在意大利和紐約建立歌劇學院，並親自授課。

## 生平
1954年在米兰首次登台表演，在《茶花女》剧中扮演Violetta Valéry 角色。1965年她在美国纽约大都会歌剧院首演《蝴蝶夫人》，扮演Cio-Cio-San 角色。